# Martha Jones
Martha Jones è un personaggio della serie televisiva britannica Doctor Who, interpretato da Freema Agyeman.
Martha è una compagna del decimo Dottore, giunta in sostituzione di Rose Tyler (Billie Piper). Secondo il creatore del personaggio e produttore esecutivo Russell T Davies nel suo saggio Doctor Who: The Writer's Tale, era stato deciso fin dall'inizio che il personaggio sarebbe apparso in tutti gli episodi della terza stagione, e che come guest star avrebbe potuto fare apparizioni nelle stagioni successive di Doctor Who e nei due spin-off della serie; Martha appare infatti come ospite nella seconda stagione di Torchwood, nella quarta di Doctor Who nel 2008, e successivamente in un cameo nell'episodio speciale in due parti La fine del tempo nel 2010. Martha sarebbe dovuta apparire nel 2009 nuovamente in Torchwood e Le avventure di Sarah Jane, ma non fu possibile a causa di altri impegni dell'attrice.
Nello svolgersi del racconto della serie, Martha viene presentata come una studentessa di medicina che diventa compagna di viaggio nel tempo del Dottore dopo un incidente presso l'ospedale dove ella lavora. Dopo oltre un anno di servizio al fianco del Dottore (tempo soggettivo, dal punto di vista del Dottore e della ragazza), Martha si separa per propria scelta dalla compagnia del Dottore. Dopo il ritorno alla sua vita sulla Terra, terminata la sua laurea in medicina, Martha viene reclutata nell'organizzazione militare UNIT, e in breve dall'Istituto Torchwood.

## Biografia del personaggio

### Terza stagione diDoctor Who
Martha Jones viene introdotta nell'episodio Alieni sulla Luna della terza stagione di Doctor Who.
Quando l'ospedale presso cui lavora viene teletrasportato sulla Luna, la studentessa di medicina Martha aiuta a salvare l'ospedale al fianco di un viaggiatore del tempo alieno conosciuto solo come il Dottore (David Tennant). Per ringraziarla per il suo aiuto, il Dottore la invita a unirsi a lui per un ipotetico singolo viaggio con la sua macchina del tempo TARDIS, ma in seguito la accetta come sua compagna a tempo pieno, ammettendo che era "non solo una passeggera", e le consegna la chiave del TARDIS.
Martha è innamorata del Dottore da quando lui l'ha baciata, anche se solo per permetterle di proteggersi da un alieno pericoloso, ma si sente frustrata, perché il Dottore è ignaro dei suoi sentimenti per lui, ed esprime una certa preoccupazione, poiché si sente un semplice rimpiazzo dopo la perdita dolorosa del Dottore della compagna precedente, Rose. Quando il Dottore, temporaneamente umano e ignaro della sua natura aliena, si innamora di una giovane infermiera, una dolente Martha afferma «Dovevi innamorarti di un essere umano... e non sono io».
Nell'episodio finale della terza stagione – in cui la nemesi del Dottore, il Maestro, prende il controllo del pianeta Terra, catturando sia il Dottore che il Capitano Jack Harkness – Martha riesce a salvarsi teletrasportandosi altrove, ma si ritrova a dover salvare il pianeta da sola. In fuga dal Maestro, trascorre un anno in giro per il mondo in un progetto che ripristina le abilità del Dottore e inverte il tempo, annullando le azioni del Maestro. Rimasta in grado di ricordare gli eventi durante il regno del Maestro, Martha lascia il TARDIS di sua spontanea volontà, dicendo al Dottore che non può sprecare la sua vita a struggersi per qualcuno quando non può esserci nessun rapporto, ma promette che lo vedrà di nuovo.
Martha, come la voce di Freema Agyeman, appare anche nella serie animata del 2007 The Infinite Quest.

### Torchwoode quarta stagione diDoctor Who
Il personaggio riappare nella seconda stagione dello spin-off Torchwood, che si concentra sull'alleato occasionale del Dottore, Jack Harkness. La prima apparizione è nell'episodio Reset come parte di un ciclo di tre episodi. Martha è stata temporaneamente coinvolta dall'organizzazione di cacciatori di alieni Torchwood dal Capitano Jack, che richiede un medico esperto riguardo alla vita aliena. Da quanto esposto si scopre che Martha è diventata un ufficiale medico per l'agenzia internazionale di indagini sul paranormale UNIT, in quanto qualificata come Dottore in Medicina. Martha si unisce brevemente alla base di Cardiff Torchwood Tre come medico di fiducia dopo la morte di Owen Harper, ma lascia poi l'organizzazione nell'episodio Tra la vita e la morte, una volta appurato che Owen è adatto a tornare in servizio dopo la sua resurrezione.
Più tardi, Martha torna nella quarta stagione di Doctor Who per un ciclo di tre episodi che inizia con Lo stratagemma di Sontaran e finisce con La figlia del Dottore, in cui incontra la nuova compagna del Dottore, Donna Noble, nel primo episodio. Una Martha più sicura di sé e più impegnata chiama il Dottore sulla Terra per aiutare a scoprire un complotto dei Sontaran.
Agyeman torna a interpretare il ruolo negli ultimi due episodi della serie, La terra rubata e La fine del viaggio, dove è stata promossa a una divisione degli Stati Uniti della UNIT e lavora su un progetto segretissimo basato sulla tecnologia Sontaran e riguardante il teletrasporto. Raduna al suo fianco gli alleati Jack e Sarah Jane Smith nel tentativo di fronteggiare la minaccia del complotto di Davros per distruggere la realtà. Di fronte a Davros, Martha rischia di far partire le testate nucleari che distruggeranno la Terra, al fine di risparmiare la sofferenza umana e ridimensionare i suoi piani, ma viene fermata. A fine episodio, prima che Martha riparta, Jack la saluta dicendo «Non sono sicuro della UNIT in questi giorni... forse c'è qualcos'altro che potresti fare».
Martha non appare nella terza stagione di Torchwood del 2009. L'assenza del personaggio viene spiegata quando i personaggi interagiscono con i responsabili della UNIT di Children of Earth: Martha è impegnata poiché in viaggio di nozze.. Al suo posto venne inserito il personaggio di Lois Habiba.
Ne La fine del tempo (2010), viene rivelato che Martha ha sposato Mickey Smith al posto del precedente fidanzato, e ha lasciato UNIT per combattere gli alieni lavorando come libera professionista. Il Dottore appare alla coppia poco prima della sua rigenerazione in corso per salvarli da un cecchino Sontaran. Il personaggio è accreditato come Martha Smith-Jones.

### Altre apparizioni

#### Letteratura
Il personaggio di Martha appare anche in romanzi e fumetti ispirati agli episodi di Doctor Who, alcuni dei quali sono slegati dalla trama principale della serie televisiva. Martha appare nel ciclo di romanzi New Adventures Series, pubblicato dalla BBC Books. Il primo libro edito è un romanzo quick reads, di lettura rapida, intitolato Made of Steel e scritto da Terrance Dicks; la sua pubblicazione è stata antecedente alla prima apparizione televisiva del personaggio. Successivamente essa è comparsa in tutti i romanzi della serie, a cominciare da Sting of the Zygons di Stephen Cole e più recentemente in The Many Hands di Dale Smith. Freema Agyeman rappresenta fisicamente il personaggio sulla copertina di ogni romanzo. Alla fine del 2008 esce The Story of Martha, una raccolta di racconti incentrati sulle avventure di Martha pubblicata tra Il suono dei tamburi e L'ultimo signore del tempo.
Per quanto riguarda le apparizioni nei fumetti, Martha è presente nelle strisce Doctor Who Magazine dal n° 381 in poi e nei fumetti Doctor Who Adventures dal n° 28 in poi. Il personaggio appare anche nella serie periodica a fumetti Battles in Time. Nel 2007 la casa editrice americana di fumetti IDW Publishing (editrice di varie testate a fumetti quali Angel, Star Trek e Transformers) ha annunciato l'intenzione di dedicare una serie a fumetti al Decimo Dottore e Martha destinata al pubblico statunitense. Alla domanda sulla continuità con la serie canonica l'editore esecutivo della IDW Chris Ryall ha aggirato il problema replicando che tutti i fumetti hanno "la benedizione" di Russell T Davies, ma successivamente spetta al singolo individuo stabilire quanto sia la storia canonica.

#### Radiodrammi
Martha appare anche in un radiodramma della serie Torchwood sulla BBC Radio 4, intitolato Lost Souls, che è andato in onda nell'estate del 2008 come Afternoon Play, con le voci del cast della serie Torchwood e di Freema Agyeman. Situato tra gli eventi della stagione 2008 di Torchwood ma prima del finale di Doctor Who, Martha recluta Jack, Ianto e Gwen per la prima avventura internazionale dell'Istituto Torchwood, come parte delle celebrazioni speciali dell'accensione del Large Hadron Collider al CERN di Ginevra di Radio 4. Lo speciale episodio radiofonico si concentra sull'attivazione del Large Hadron Collider e sullo scenario apocalittico previsto che potrebbe derivarne, mentre la squadra di Torchwood è in lutto in seguito alla morte di Toshiko e Owen avvenute nel finale della seconda stagione di Torchwood.

## Creazione

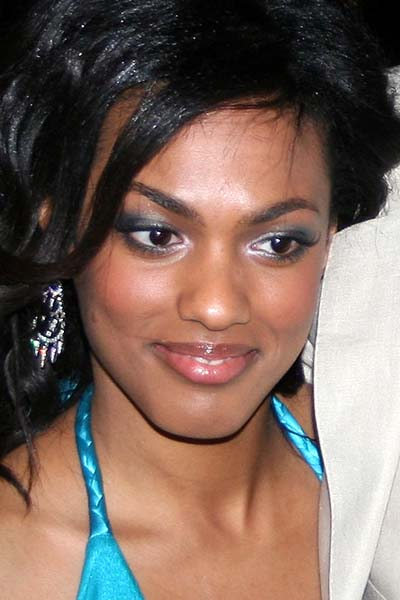
Freema Agyeman, interprete di Martha Jones.

L'introduzione di Martha come compagna successiva a Rose Tyler venne annunciata dalla BBC il 5 luglio 2006 via comunicato stampa. Il personaggio è una ragazza del ventunesimo secolo di 23 anni, studentessa di medicina, anche se inizialmente sarebbe dovuta provenire dal 1914. Come Rose, Martha ha alcuni famigliari che si vedono nel corso del programma: Adjoa Andoh interpreta sua madre Francine, Trevor Laird il padre Clive (divorziato da Francine), Gugu Mbatha-Raw è sua sorella Tish e Reggie Yates suo fratello Leo. Sua cugina, Adeola Oshodi, è deceduta, come Martha ha rivelato al Dottore in Alieni sulla Luna. Tuttavia, osserva Agyeman, Martha è «molto indipendente», vive da sola e ha quasi completato gli studi per diventare medico. Lo sceneggiatore Russell T Davies ha dichiarato che non è lesbica, come era stato vociferato in alcuni ambienti. Un articolo del Times ha ipotizzato che, date le competenze nelle arti marziali della Agyeman, potrebbe avere «un approccio più fisico» al ruolo. Come la sua precedente Rose, Martha proviene da Londra; Brett Mills della University of East Anglia presume che ciò sia dovuto al fatto che i personaggi della capitale del paese sono «quindi riferibili a tutti gli inglesi» perché sono visti come «neutrali»..
Freema Agyeman ha dichiarato su una pubblicazione scolastica The Newspaper che Martha è più matura e più sicura di sé rispetto a Rose- Agyeman ha ipotizzato che Martha, per contrasto, viaggia con il Dottore in cerca di avventura, piuttosto che per un bisogno di orientamento o di istruzione (l'attrice ha dichiarato alla testata The Newspaper anche che Martha spera finalmente di tornare sulla Terra e completare i suoi studi in medicina). Infine, la famiglia di Martha sembra appartenere ad una classe sociale più agiata rispetto a Rose: mentre la famiglia di Rose era una tipica classe operaia, la famiglia Martha sembra essere più ricca (il padre possiede quello che sembra essere l'ultimo modello di Mercedes-Benz con capote e gli abiti indossati dalla sua famiglia sono sostanzialmente più in linea con la moda del momento), probabilmente quindi appartenenti alla medio-alta borghesia.
Attingendo ai nomi ricorrenti nell'équipe dei loro creatori, Martha e la sua famiglia condividono il cognome "Jones" con molti altri personaggi creati da Russell T Davies, a partire da Harriet Jones in Doctor Who, Ianto Jones ed Eugene Jones in Torchwood, Yanto Jones in Mine All Mine e Stuart Allen Jones in Queer as Folk. Davies afferma che il riutilizzo di nomi (come Tyler, Smith, Harper, Harkness e Jones) gli permette di catturare il personaggio nella pagina vuota. L'attrice Freema Agyeman era già apparsa in Doctor Who nel ruolo minore di Adeola Oshodi nell'episodio L'esercito dei fantasmi della seconda stagione. La somiglianza dei due personaggi è stata argomentata nell'episodio Alieni sulla Luna, quando Martha fa riferimento al personaggio come alla sua defunta cugina.

## Sviluppo
Durante la terza stagione di Doctor Who Martha prova una sentimento non ricambiato nei confronti del Dottore. Nell'episodio finale, L'ultimo dei signori del tempo, dopo aver salvato il Pianeta (e il Dottore) dai piani del Maestro, decide di restare sulla Terra per completare gli studi in medicina, accudire la sua famiglia devastata, e superare il suo amore per il Dottore.
Dopo la prima de L'ultimo dei signori tempo, la BBC annunciò che il personaggio sarebbe tornato sugli schermi in tre episodi della seconda stagione di Torchwood, prima di ricongiungersi con il Decimo Dottore (David Tennant) a fianco della nuova compagna Donna Noble (Catherine Tate), per cinque episodi della quarta stagione di Doctor Who.
La sua apparizione nella serie Torchwood è spiegata dal fatto che Martha lavora come medico specialista per UNIT, qualificato ed esperto della biologia aliena. La prima apparizione nello spin-off Torchwood avviene nell'episodio Reset, dove il compagno Jack Harkness garantisce ai nuovi colleghi l'affidabilità di Martha, commentando con malizia la sua vasta esperienza. John Barrowman ha osservato che in qualche modo Martha ha fatto il suo ingresso a Torchwood da superiore come se alla UNIT fosse stata assunta con una carica elevata. Nel medesimo episodio è Martha ad affermare che una «fonte impeccabile» l'abbia raccomandata per il suo ruolo alla UNIT, a significare che il Dottore detiene la massima fiducia nelle capacità di Martha. Il vestito che indossa nella serie di Torchwood è stato disegnato specificamente per rappresentare la sua crescita, come ha dichiarato il costumista Ray Holman: «Volevamo darle quell'aria di autorità, con degli abiti da professionista ed eleganti su misura».
La prima volta in cui Martha appare in azione per UNIT avviene nell'episodio Lo stratagemma di Sontaran, dove Donna Noble (attuale compagna del Dottore) reagisce con stupore e chiede ironicamente se il Dottore trasforma tutti i suoi compagni in "soldati". Anche il Dottore sembra non approvare la situazione, almeno finché Martha, difendendo le sue intenzioni, ricorda al Dottore che lei non porta una pistola, dichiarando che sta cercando di migliorare la UNIT dall'interno. Agyeman ha affermato di non essere preoccupata se il personaggio che interpreta diventa più aggressivo ed armato di pistola: «Non ho mai percepito alcun pericolo che questo accada. Alla fine della terza serie, [Martha] ha lottato per un anno, viaggiato da sola, e visto tutte queste difficoltà, la sua famiglia torturata... che hanno finito per influenzarla. Allo stesso tempo lei ha proseguito negli studi per diventare medico, quindi ha ancora ovviamente questo suo lato di cui si cura».
Nell'episodio di Torchwood Reset Martha racconta a Owen di avere un ragazzo, che si rivela essere il medico pediatria Thomas Milligan dell'episodio Lo stratagemma di Sontaran, col quale si è impegnata al termine di quella avventura. Ne Il cielo avvelenato cita il suo rapporto con Thomas Milligan quale motivo per rimanere sulla Terra, preferendolo all'unirsi a Donna e al Dottore nel TARDIS, dicendo di aver avuto una grande avventura che ha apprezzato. Agyeman ritiene che il rapporto di Martha con Tom l'abbia «aiutata a cementare la sua vita». Agyeman ritiene anche che fosse importante la ricomparsa della madre di Martha, Francine, nel doppio episodio La terra rubata/ La fine del viaggio, come chiusura per ciò che è accaduto alla famiglia Jones nelle tre stagioni: «È un'ottima cosa per il pubblico sapere che tutto questo parlare di Martha sul voler restare sulla Terra a causa della sua famiglia sia reale. È bello vedere lì Adjoa, che rappresenta il clan Jones, nonostante sia una fugace apparizione. Ha ancora molto peso nella vita di Martha».
Il regista Euros Lyn ha commentato che il team di produzione aveva progettato di inserire la Agyeman e la Clarke per la terza stagione di Torchwood, ma loro carriera li ha portati altrove. Quando i personaggi interagiscono con i responsabili della UNIT nella serie Children of Earth, l'assenza di Martha è spiegata con la sua luna di miele. Il redattore-capo e produttore esecutivo Russell T Davies spiega che la Agyeman era già stata selezionata per recitare in Law & Order: UK, prima che le fosse commissionato ufficialmente il ruolo di Martha nella terza serie di Torchwood. Poiché la serie Law & Order le offrì tredici episodi per un anno, l'attrice poté partecipare a soli cinque episodi di Torchwood. Per ovviare al problema Davies ha creato il personaggio di Lois Habiba, interpretato da Cush Jumbo, che era una «sorta di immagine di Martha», con una aggiunta innocenza al di fuori del proprio spessore. Agyeman non escluse però di poter tornare allo spettacolo in seguito. Davies rivela nel suo libro Doctor Who: The Writer's Tale che Martha era destinata ad apparire anche nel doppio episodio conclusivo della seconda stagione de Le avventure di Sarah Jane, Enemy of the Bane, del dicembre 2008, ma il personaggio si è dovuto sostituire con il personaggio della serie classica Brigadier Lethbridge-Stewart (Nicholas Courtney) a causa dell'impegno della Agyeman in Law & Order: UK; se fosse apparsa, il personaggio di Martha sarebbe stato presente in tutti e tre i programmi del franchise.

## Accoglienza
Le analisi accademiche sul personaggio si sono concentrate sulla sua etnicità, la sua classe sociale, e il suo status come modello per i giovani spettatori. Martha è stata descritta sui giornali come la «prima compagna appartenente a una minoranza etnica in 43 anni di storia televisiva di Doctor Who» o la «prima assistente di colore» del Dottore (Agyeman stessa è nata da genitori di origini ghanesi e iraniane). La definizione di Martha come prima compagna di colore del Dottore è stata messa in discussione considerando il ruolo di Mickey Smith (Noel Clarke), presente nelle prime tre stagioni della serie.. Russel T. Davies ritenne più realistico che Martha parlasse un linguaggio lievemente scurrile, con l'uso di imprecazioni come «bloody hell!» ("maledizione!") e simili. Ritenne che l'uso di leggere imprecazioni fosse adeguato (nonostante Doctor Who sia un prodotto per famiglie), citando ad esempio l'uso di «bloody hell!» come battuta ricorrente nei film della saga di Harry Potter, verso la quale il pubblico più giovane reagì con una risata piuttosto che stupirsi della sua volgarità. Lo status sociale di classe media di Martha la distinguono da Mickey Smith, primo compagno di colore, il quale comunque è maschio e, come Rose Tyler, appartenente alla classe operaia. Gli articoli che si concentrano sulla razza di Martha normalmente tentano di effettuare distinzioni tra lo status sociale di Martha e quella di Mickey e in che misura la razza o la classe svolgano o meno un ruolo nella serie.

### Questioni razziali
A differenza di Rose e Mickey, Martha è della classe media e ha una istruzione universitaria. Secondo Michael e Margaret Rustin della University of East London, la lotta costante di Mickey per il rispetto e il riconoscimento da parte del Dottore nelle prime due serie è stata una «sottile esplorazione (...) delle dinamiche della vita multi-etnica nella Gran Bretagna contemporanea». L'argomentazione della Rustin è che nell'introduzione Martha, la serie «prende possesso» del fatto «che le donne nere hanno avuto in genere più successo educativo e professionale degli uomini neri nella Gran Bretagna contemporanea». In qualità di viaggiatrice del tempo di colore, gli sceneggiatori della serie hanno usato la presenza del personaggio come un mezzo per fare critica sociale, affrontando problemi come il razzismo in diverse epoche storiche e nel tempo presente.
Il personaggio di Martha consente alla serie di esplorare le questioni storiche riguardanti le razze. Nell'episodio Il codice shakespeariano Martha si chiede ad esempio se non sia pericoloso per lei visitare un'era precedente all'emancipazione, mentre il Dottore resta indifferente al problema. Le fa invece notare come l'Inghilterra del 1599 non sia poi così diversa da quella dei giorni nostri. Martha reagisce con sorpresa e probabile offesa dall'uso da parte di William Shakespeare di termini dell'Età elisabettiana per indicare le persone di colore come «blackamoor» e «Etiope». Inizialmente li interpreta come termini razzisti (lo stesso Dottore sostiene che «il politically correct è [in quell'epoca] fuori dagli schemi»), ma in seguito si rende conto che lo scrittore si è invece infatuato di lei. Alla fine dell'episodio Shakespeare la chiama «dark lady», nome presente in diversi sonetti del poeta realmente esistiti.; nel canone delle serie, viene implicitamente asserito che Martha sia proprio la musa che ispirò Shakespeare a comporli. Lindy A. Orthia opina che queste rappresentazioni in costume del Decimo Dottore di un «passato della Terra come un luogo di felicità e ben accetta diversità» può essere anti-razzista nell'intento, ma finisce per banalizzare il razzismo che ha infestato la società occidentale per secoli. Tali rappresentazioni includono le visioni di una «New York dell'era della Depressione [contenente] baraccopoli di razza mista guidati da un uomo nero, mentre le donne nere popolano le strade e le corti reali dell'epoca vittoriana e dell'Illuminismo francese».
In altri episodi come Natura umana (prima e seconda parte), ambientato nel 1913, mostrano il razzismo di un periodo antecedente, quello edoardiano. Per Orthia i pochi episodi di Doctor Who che ritraggono esplicitamente il razzismo «sono notevoli con la loro presenza: portano potere retorico, in quanto molto rari in Doctor Who». In detto episodio, in aggiunta agli scherni razzisti di una scuola privata, i ragazzi «testimoniano come le cose siano cambiate, quando un'infermiera bianca, Joan, rifiuta di credere che Martha sarà in futuro una studentessa di medicina, dicendo: "Le donne potrebbero imparare a diventare medico, ma difficilmente una sguattera e difficilmente una del tuo colore".». Quando l'equipaggio del TARDIS viene bollato come terrorista a livello nazionale ne Il suono dei tamburi, il Maestro (John Simm) dice che gli attuali compagni del Dottore «spuntano ogni casella demografica» riferendosi al genere e all'etnicità di Martha e all'orientamento sessuale di Jack. Egli si riferisce poi a Jack (Barrowman) e a Martha come «la ragazzina e il diverso», aggiungendo all'insulto il sostenere di non essere sicuro quale dei due sia l'una e quale sia l'altro. Negli episodi ambientati nel futuro Orthia nota che sono più frequenti le proiezioni di società che sono multi-razziali (ma non multi-etniche) e sessualmente liberali come il presente, se non di più, piuttosto che non inclusive e «cosmopolite».

### Ruolo di modello femminile
In qualità di giovane professionista medico, Martha è stata al centro degli studi relativi alla percezione del "genere di rappresentazioni di scienza, tecnologia, ingegneria e matematica (STEM)". Tramite alcuni questionari i ricercatori della UK Resource Centre for Women in Science, Engineering Technology hanno chiesto agli studenti di tre fasce di età di identificare "tre dei loro programmi televisivi preferiti e di provare a ricordare e descrivere un programma televisivo che avevano visto che trattasse di scienza o perlomeno avesse uno scienziato come personaggio". I ricercatori hanno ristretto le selezioni a soli due programmi che avessero le "caratteristiche entro i programmi preferiti sia dai ragazzi che dalle ragazze (...): I Simpson (Channel 4) e Doctor Who (BBC). La ricerca ha ulteriormente analizzato "la rappresentazione degli argomenti collegati allo STEM" attraverso due tra i principali personaggi femminili delle due serie, rispettivamente: Lisa Simpson e Martha Jones; questi personaggi sono stati scelti in base al suggerimento di Steinke. et al., in quanto «presentando immagini televisive positive di scienziate può essere una strategia particolarmente efficace per fornire modelli per promuovere l'interesse per la scienza nelle ragazze, soprattutto quando l'interazione diretta con modelli reali non è possibile». L'articolo sottolinea che Marta e Lisa sono molto diverse: in primo luogo, «Lisa è rappresentata nel suo essere diverso da molti dei suoi coetanei (...) una "bambina prodigio" (...) considerata "straordinaria"», mentre Martha «è rappresentata come una giovane donna relativamente "normale"», che a differenza di Lisa invita ad una auto-identificazione. I tentativi di diagnosi di Martha ad un paziente (lo stesso Decimo Dottore) nel suo episodio di debutto sono stati criticati come maldestri; è il suo modo di «rispondere nelle situazioni straordinarie in cui essa stessa si ritrova più tardi, piuttosto che la sua vita quotidiana» a caratterizzare Martha.
È importante sottolineare che Lisa e Martha sono entrambe rappresentate come personaggi che, in sostituzione alla mancanza di socializzazione, svolgono «un ruolo centrale nelle relazioni delle loro famiglie» (David X. Cohen descrive Lisa come «il cuore della famiglia», Davies descrive Martha come «una sorta di pace-maker all'interno della sua famiglia»); «la famiglia di Martha», sostiene l'articolo, «e le sue relazioni con essa fanno parte della narrazione che corre per tutta la serie», che sono costanti, nonostante l'aspetto da corsa nel tempo che ha la serie. "Per quanto fantastiche e "irreali" le esperienze di Marta e Lisa potrebbero accadere, i loro personaggi sono sempre situati all'interno di un insieme di relazioni familiari che la maggior parte degli spettatori può riconoscere come piuttosto comune». Considerato che ne I Simpson Lisa è il personaggio maggiormente identificato con la conoscenza e la mondanità, in Doctor Who tale ruolo è svolto dal Dottore. Il rapporto di potere che intercorre tra il Dottore e Martha viene messo in discussione a favore di quest'ultima per la prima volta in Impatto solare, quando una possessione aliena lascia il Dottore spaventato; secondo la Agyeman, Martha «deve assumere il controllo». Questa indipendenza è proseguita nel doppio episodio Natura umana, del quale Davies ha detto: «Martha viene lasciata sola di fronte ai mostri. L'intera storia non avrebbe funzionato se il Dottore non si fosse fidato di Martha». A Martha viene anche chiesto di salvare il mondo da sola nei due episodi finali della stagione (Il suono dei tamburi e L'ultimo signore del tempo). Quando Martha successivamente appare in Torchwood come ufficiale della UNIT e qualificata come medico, «il pubblico ha potuto seguire la carriera di Martha e vederne la crescita sia nella competenza che nella sicurezza». In sintesi i ricercatori hanno concluso: «nel discutere la nostra analisi [su Lisa Simpson e Martha Jones], abbiamo evidenziato i modi in cui potevano essere visti sia come personaggi con cui i giovani sono in grado di identificarsi, ma anche in che modo i personaggi forniscano modelli positivi in termini di rapporto con le STEM».